# Comparación de tarjetas de memoria
Esta tabla proporciona un resumen comparativo de distintas tarjetas de memoria flash.

## Información general
A menos que se indique lo contrario, todas las imágenes a escala
| Tipo de tarjeta                         | Fabricante                                     | Variedades          | Fecha de lanzamiento | Capacidad máxima disponible comercialmente | Imagen                                                                                              | Características |
| --------------------------------------- | ---------------------------------------------- | ------------------- | -------------------- | ------------------------------------------ | --------------------------------------------------------------------------------------------------- | --- |
| CompactFlash                            | SanDisk                                        | I                   | 1994                 | 512 GB (CF5 128*250 bytes)                 | | Más delgada (3,3 mm), sólo flash, ahora hasta 512 GB, aunque el estándar llega hasta 128 PB desde CF 5.0 |
| CompactFlash                            | SanDisk                                        | II                  | 1994                 | 512 GB (CF5 128*250 bytes)                 | Más gruesa (5.0 mm), flash más antiguo, pero generalmente alcanza un almacenamiento de hasta 128 PB | |
| CFexpress                               | CompactFlash Association                       | 1.0                 | 2017                 | 1TB                                        | | XQD dimensiones (38.5 mm × 29.8 mm), PCIe 3.0 x2 (2,0 GB/s), NVMe |
| CFexpress                               | CompactFlash Association                       | -                   | -                    | -                                          | -                                                                                                   | PCIe 3.0 x8 (8,0 GB/s), NVMe |
| SmartMedia                              | Toshiba                                        | 3.3/5 V             | 1995                 | 128 MB                                     | | Muy fina (45.0×37.0×0.76 mm), sin controlador de nivelación de desgaste, hasta 128 MB. Este ejemplo en particular muestra la pegatina de protección contra escritura (el disco plateado). |
| MultiMediaCard                          | Siemens AG, SanDisk                            | MMC                 | 1997                 | 16 GB                                      | | Delgada y pequeña (24×32×1.4 mm), hasta 16 GB |
| MultiMediaCard                          | Siemens AG, SanDisk                            | RS-MMC/MMC Mobile   | 2003/2005            | 16 GB                                      | | Compacta (24×18×1.4 mm), hasta 16 GB |
| MultiMediaCard                          | Siemens AG, SanDisk                            | MMCplus             | 2005                 | 16 GB                                      | | Compacta (24×32×1.4 mm), más rápida, DRM opcional, hasta 16 GB |
| MultiMediaCard                          | Siemens AG, SanDisk                            | MMCmicro            | 2005                 | 4 GB                                       | | Subcompacta (14×12×1.1 mm), DRM opcional, de 16 MB a 4 GB |
| Secure Digital                          | Panasonic, SanDisk, Toshiba, Kodak             | SD                  | 1999                 | 4 GB                                       | | Pequeña (32×24×2.1 mm), DRM, hasta 4 GB (tarjetas de 2 GB y 4 GB que usan tamaños de bloque más grandes y pueden no ser compatibles con algunos dispositivos). |
| Secure Digital                          | Panasonic, SanDisk, Toshiba, Kodak             | miniSD              | 2003                 | 4 GB                                       | | Compacta (21.5×20×1.4 mm), DRM, hasta 4 GB (tarjetas de 2 GB y 4 GB que usan tamaños de bloque más grandes y pueden no ser compatibles con algunos dispositivos). |
| Secure Digital                          | Panasonic, SanDisk, Toshiba, Kodak             | microSD             | 2005                 | 4 GB                                       | | Subcompacta (15×11×1 mm), DRM, hasta 4 GB (tarjetas de 2 GB y 4 GB que usan tamaños de bloque más grandes y pueden no ser compatibles con algunos dispositivos). |
| Secure Digital                          | Panasonic, SanDisk, Toshiba, Kodak             | SDHC                | 2006                 | 32 GB                                      | | La misma estructura que la SD pero con mayor capacidad y velocidad de transferencia, de 4 GB a 32 GB (no compatible con dispositivos antiguos). |
| Secure Digital                          | Panasonic, SanDisk, Toshiba, Kodak             | miniSDHC            | 2008                 | 32 GB                                      | | La misma estructura que la miniSD pero con mayor capacidad y velocidad de transferencia, de 4 GB a 32 GB. 8 GB es la mayor cantidad a principios de 2011 (no compatible con los dispositivos más antiguos). |
| Secure Digital                          | Panasonic, SanDisk, Toshiba, Kodak             | microSDHC           | 2007                 | 32 GB                                      | | La misma estructura que la miniSD pero con mayor capacidad y velocidad de transferencia, de 4 GB a 32 GB (no compatible con los dispositivos más antiguos). |
| Secure Digital                          | Panasonic, SanDisk, Toshiba, Kodak             | SDXC                | 2009                 | 1 TB                                       | | La misma estructura que la SD/SDHC, pero con mayor capacidad y velocidad de transferencia, 32 GB y más. El estándar sube hasta 2 TB (no compatible con los dispositivos más antiguos). |
| Secure Digital                          | Panasonic, SanDisk, Toshiba, Kodak             | microSDXC           | 2009                 | 1 TB                                       | | La misma estructura que la de microSD/microSDHC, pero con mayor capacidad y velocidad de transferencia, 32 GB y más. El estándar sube hasta 2 TB (no compatible con los dispositivos más antiguos). |
| Secure Digital                          | Panasonic, SanDisk, Toshiba, Kodak             | SDUC                | 2018                 | 64 GB                                      | | La misma estructura que la de SD/SDHC/SDXC, pero con mayor capacidad y velocidad de transferencia. El estándar llega hasta 128 TB (no compatible con los dispositivos más antiguos). |
| Secure Digital                          | Panasonic, SanDisk, Toshiba, Kodak             | microSDUC           | 2018                 | ?                                          | | La misma estructura que microSD/microSDHC/microSDXC, pero con mayor capacidad y velocidad de transferencia. El estándar llega hasta 128 TB (no compatible con los dispositivos más antiguos) |
| Memory Stick                            | Sony/SanDisk                                   | Estándar            | 1998                 | 128 MB                                     | | Delgada y estrecha (50×21,5×2,8 mm), DRM opcional, hasta 128 MB |
| Memory Stick                            | Sony/SanDisk                                   | PRO                 | 2003                 | 4 GB                                       | (not to scale)                                                                                      | Delgada y estrecha (50×21,5×2,8 mm), más rápida, DRM opcional, hasta 4 GB |
| Memory Stick                            | Sony/SanDisk                                   | Duo                 | 2003                 | 128 MB                                     | | Compacta (31×20×1.6 mm), DRM opcional, hasta 128 MB |
| Memory Stick                            | Sony/SanDisk                                   | PRO Duo             | 2002-2006            | 32 GB                                      | | Compacta (31×20×1.6 mm), DRM opcional, hasta 32 GB |
| Memory Stick                            | Sony/SanDisk                                   | PRO-HG Duo          | 2007-2008            | 32 GB                                      | | Compacta (31×20×1.6 mm), más rápida, DRM opcional, hasta 32 GB |
| Memory Stick                            | Sony/SanDisk                                   | Micro (M2)          | 2006                 | 16 GB                                      | | Subcompacta (15×12.5×1.2 mm), DRM opcional, hasta 16 GB |
| Memory Stick                            | Sony                                           | PS Vita Memory Card | 2012                 | 64 GB                                      | | Subcompacta (15×12.5×1.6 mm), DRM obligatorio, hasta 64 GB, propietario (sólo se puede utilizar en PS Vita) |
| XQD                                     | Sandisk, Sony, Nikon, CompactFlash Association | Estándar            | 2011-2012            | >2 TB                                      | | Estándar de alta capacidad y velocidad usando PCIe como interfaz |
| xD                                      | Olympus, Fujifilm                              | Estándar            | 2002-2007            | 512 MB                                     | | Delgada y pequeña (20×25×1,78 mm), electrónicamente idéntica a la SmartMedia, sin controlador de nivelación de desgaste, hasta 512 MB |
| xD                                      | Olympus, Fujifilm                              | Tipo M              | 2005                 | 2 GB                                       | | Delgada y pequeña (20×25×1,78 mm) pero de lectura/escritura más lenta, sin controlador de nivelación de desgaste, hasta 2 GB |
| xD                                      | Olympus, Fujifilm                              | Tipo H              | 2005                 | 2 GB                                       | | Delgada, pequeña (20×25×1,78 mm) y más rápida, sin controlador de nivelación de desgaste, hasta 2 GB |
| Universal Flash Storage Card Extensions | Samsung                                        | UFS Card            | 2016                 | >256 GB                                    | | Empaqueta la memoria flash, actualmente soldada en los teléfonos inteligentes de envío, en un factor de forma de tarjeta extraíble. Utiliza el conjunto de comandos SCSI incluyendo la cola. La interfaz eléctrica hace uso de la señalización diferencial, que permite altas velocidades de bus y robustez en condiciones ruidosas y un reducido número de pines (en comparación con las alternativas de bus paralelo como el UHS-I). |
| USB flash drive                         | Varias                                         | USB 1.1/2.0/3.0/3.1 | 2000/2001            | 1 TB+                                      | (no a escala)                                                                                       | Universalmente compatibles en la mayoría de las plataformas de computadoras no móviles, su mayor tamaño les permite transferir/almacenar archivos en lugar de usarlos en dispositivos portátiles. |

## Detalles físicos
Tenga en cuenta que las dimensiones de una tarjeta de memoria se determinan sosteniendo la tarjeta con las clavijas de contacto hacia arriba. La longitud de las tarjetas es a menudo mayor que su anchura. La mayoría de las tarjetas muestran una flecha direccional para ayudar a la inserción; dicha flecha debe estar hacia arriba.
| Tarjeta                               | Anchura (mm) | Longitud (mm) | Grosor (mm) | Volumen (mm³) | Peso (g) |
| ------------------------------------- | ------------ | ------------- | ----------- | ------------- | -------- |
| CompactFlash, Tipo I                  | 43.0         | 36.0          | 3.3         | 5,108         | 3.3      |
| CompactFlash, Tipo II                 | 43.0         | 36.0          | 5.0         | 7,740         |          |
| SmartMedia                            | 37.0         | 45.0          | 0.76        | 1,265         | 2.0      |
| MMC, MMCplus                          | 24.0         | 32.0          | 1.4         | 1,075         | 1.3      |
| RS-MMC, MMCmobile                     | 24.0         | 18.0          | 1.4         | 605           | 1.3      |
| MMCmicro                              | 14.0         | 12.0          | 1.1         | 185           |          |
| SD, SDHC, SDXC, SDIO                  | 24.0         | 32.0          | 2.1         | 1,613         | 2.0      |
| miniSD, miniSDHC, miniSDIO            | 20.0         | 21.5          | 1.4         | 602           | 1.0      |
| microSD, microSDHC, microSDXC         | 11.0         | 15.0          | 1.0         | 165           | 0.27     |
| Memory Stick Standard, PRO            | 21.5         | 50.0          | 2.8         | 3,010         | 4.0      |
| Memory Stick Duo, PRO Duo, PRO-HG, XC | 20.0         | 31.0          | 1.6         | 992           | 2.0      |
| Memory Stick Micro (M2), XC           | 12.5         | 15.0          | 1.2         | 225           | 2.0      |
| PS Vita Memory Card                   | 15           | 12.5          | 1.6         | 300           | 0.6      |
| XQD card                              | 38.5         | 29.8          | 3.8         | 4,360         |          |
| xD                                    | 25.0         | 20.0          | 1.78        | 890           | 2.8      |
| USB                                   | Varía        | Varía         | Varía       | Varía         | Varía    |

## Comparación de la velocidad
| Estándar                | SD       | SD       | SD       | SD            | UFS Card | UFS Card  | CFast    | CFast    | XQD         | XQD         | CFexpress   | CFexpress   |
| ----------------------- | -------- | -------- | -------- | ------------- | -------- | --------- | -------- | -------- | ----------- | ----------- | ----------- | ----------- |
| Versión                 | 3.0      | 4.0      | 6.0      | 7.0           | 1.0      | 2.0       | 1.0      | 2.0      | 1.0         | 2.0         | 1.0         | ?           |
| Fecha de lanzamiento    | 2010 Q2  | 2011 Q1  | 2017 Q1  | ?             | Q2 2016  | ?         | 2008 Q3  | 2012 Q3  | 2011 Q4     | 2014 Q1     | 2017 Q2     | ?           |
| Bus                     | UHS-I    | UHS-II   | UHS-III  | PCIe          | UFS 2.0  | UFS 3.0   | SATA-300 | SATA-600 | PCIe 2.0 x1 | PCIe 2.0 x2 | PCIe 3.0 x2 | PCIe 3.0 x8 |
| Velocidad (full-duplex) | 104 MB/s | 156 MB/s | 624 MB/s | 1970 MB/s (?) | 600 MB/s | 1200 MB/s | 300 MB/s | 600 MB/s | 500 MB/s    | 1000 MB/s   | 1970 MB/s   | 7880 MB/s   |

## Detalles técnicos
| Tarjeta        | Variedades            | Máxima capacidad de almacenamiento (nom. in GiB) | Capacidad máxima teórica (nom. in GiB) | Velocidad máxima de lectura (MB/s) | Velocidad máxima de escritura (MB/s) | Ciclos de lectura-escritura | Acceso de bajo nivel | El voltaje de funcionamiento (V) | Chip de control | # de pines |
| -------------- | --------------------- | ------------------------------------------------ | -------------------------------------- | ---------------------------------- | ------------------------------------ | --------------------------- | -------------------- | -------------------------------- | --------------- | ---------- |
| CompactFlash   | I                     | 512                                              | 128 PiB (134,217,728 GiB)              | 167                                | 167                                  |                             | NOR/NAND             | 3.3 y 5                          | rowspan="2" Sí  | 50         |
| CompactFlash   | II                    | 12                                               | 128 PiB (134,217,728 GiB)              | 167                                | 167                                  |                             | NOR/NAND             | 3.3 y 5                          |                 | 50         |
| SmartMedia     |                       | 128 MiB (0.125 GiB)                              |                                        | 2                                  |                                      | 1,000,000                   | NAND                 | 3.3 o 5                          | No              | 22         |
| MMC            | MMC                   | 8                                                | 128                                    | 2                                  | 2                                    | 1,000,000                   | NAND                 | 3.3                              | rowspan="5" Sí  | 7          |
| MMC            | RS-MMC                | 2                                                | 128                                    | 2                                  | 2                                    | 1,000,000                   | NAND                 | 3.3                              | 7               |            |
| MMC            | MMCmobile             | 2                                                | 128                                    | 15                                 | 8                                    | 1,000,000                   | NAND                 | 1.8 y 3.3                        | 13              |            |
| MMC            | MMCplus               | 4                                                | 128                                    | 52                                 | 52                                   | 1,000,000                   | NAND                 | 3.3                              | 13              |            |
| MMC            | MMCmicro              | 2                                                | 128                                    |                                    |                                      | 1,000,000                   | NAND                 | 1.8 y 3.3                        | 10              |            |
| MMC            | eMMC                  |                                                  | 2 TiB (2048 GiB)                       | 104                                | 104                                  |                             | NAND                 | 1.8 y 3.3                        | Sí              | Varies     |
| Secure Digital | SD (SDSC)             | 512                                              | 4                                      | 25                                 | 25                                   |                             | NAND                 | 3.3                              | rowspan="3" Sí  | 9          |
| Secure Digital | miniSD                | 8                                                | 4                                      | 25                                 | 25                                   |                             | NAND                 | 3.3                              | 11              |            |
| Secure Digital | microSD               | 4                                                | 4                                      | 25                                 | 25                                   |                             | NAND                 | 3.3                              | 8               |            |
| Secure Digital | SDHC                  | 32                                               | 32                                     | 104 (UHS-I)                        | 104 (UHS-I)                          |                             | NAND                 | 1.8 y 3.3                        | rowspan="3" Sí  | 9          |
| Secure Digital | miniSDHC              | 4                                                | 32                                     | 104 (UHS-I)                        | 104 (UHS-I)                          |                             | NAND                 | 1.8 y 3.3                        | 11              |            |
| Secure Digital | microSDHC             | 32                                               | 32                                     | 104 (UHS-I)                        | 104 (UHS-I)                          |                             | NAND                 | 1.8 y 3.3                        | 8               |            |
| Secure Digital | SDXC                  | 512                                              | 2 TiB (2048 GiB)                       | 104 (UHS-I)                        | 104                                  |                             | NAND                 | 2.7–3.6                          | rowspan="2" Sí  | 9          |
| Secure Digital | microSDXC             | 1 TiB                                            | 2 TiB (2048 GiB)                       | 104 (UHS-I)                        | 104 (UHS-I)                          |                             | NAND                 | 2.7–3.6                          | 8               |            |
| Memory Stick   | Standard              | 128 MiB (0.125 GiB)                              | 128 MiB (0.125 GiB)                    | 2.5                                | 1.8                                  |                             | NAND                 | 3.3                              | rowspan="6" Sí  | 10         |
| Memory Stick   | PRO                   | 4                                                | 2 TiB (2048 GiB)                       | 20                                 | 20                                   |                             | NAND                 | 3.3                              |                 | 10         |
| Memory Stick   | PRO Duo               | 32                                               | 2 TiB (2048 GiB)                       | 20                                 | 20                                   |                             | NAND                 | 3.3                              |                 | 10         |
| Memory Stick   | PRO-HG Duo            | 32                                               | 2 TiB (2048 GiB)                       | 30 (actual; teóricamente: 60)      | 30 (actual; teóricamente: 60)        |                             | NAND                 | 3.3                              |                 | 10         |
| Memory Stick   | Micro (M2)            | 16                                               | 32                                     | 20                                 | 20                                   |                             | NAND                 | 1.8 y 3.3                        |                 | 10         |
| Memory Stick   | xC                    |                                                  | 2 TiB (2048 GiB)                       | 60                                 | 60                                   |                             | NAND                 | 3.3                              |                 | 10         |
| xD             |                       | 512 MiB (0.5 GiB)                                | 512 MiB (0.5 GiB)                      | 5                                  | 3                                    |                             | NAND                 | 3.3                              | rowspan="4" No  | 18         |
| xD             | Tipo M                | 2                                                | 8                                      | 4                                  | 2.5                                  |                             | NAND                 | 3.3                              |                 | 18         |
| xD             | Tipo H                | 2                                                | 8                                      | 5                                  | 4                                    |                             | NAND                 | 3.3                              |                 | 18         |
| xD             | Tipo M+               | 2                                                | 8                                      | 6                                  | 3.75                                 |                             | NAND                 | 3.3                              |                 | 18         |
| XQD            |                       | 64                                               | 2+ TiB (2+ GiB)                        | 168                                | 168                                  |                             | NAND                 | 5                                |                 |            |
| USB            | Full speed (USB 1)    | 2048 (2 TiB)                                     | Sin límite de Hardware                 | 1                                  | 1                                    |                             | NAND                 | 5                                | rowspan="3" Sí  | 4          |
| USB            | High speed (USB 2.0)  | 2048 (2 TiB)                                     | Sin límite de Hardware                 | 40                                 | 40                                   |                             | NAND                 | 5                                |                 | 4          |
| USB            | Super speed (USB 3.0) | 2048 (2 TiB)                                     | Sin límite de Hardware                 | 240                                | 160                                  |                             | NAND                 | 5                                |                 | 4          |

## Detalles para el consumidor
| Tarjeta                    | Interruptor de protección contra escritura | DRM                  |
| -------------------------- | ------------------------------------------ | -------------------- |
| CompactFlash               | No                                         | No                   |
| SmartMedia                 | Parcial, sticker                           | Parcial (opcional)   |
| MMC, RS-MMC                | rowspan="2" No                             | No                   |
| MMCMobile                  | Sí, secureMMC                              |                      |
| SD                         | Sí                                         | rowspan="3" Sí, CPRM |
| miniSD                     | No                                         |                      |
| microSD                    | No                                         |                      |
| Memory Stick Standard, PRO | Sí                                         |                      |
| Memory Stick Duo, PRO Duo  | No                                         |                      |
| Memory Stick PRO-HG Duo    | No                                         |                      |
| Memory Stick Micro (M2)    | No                                         |                      |
| PS Vita Memory Card        | No                                         | Sí, Propietario      |
| xD                         | No                                         | Parcial              |
| USB                        | A veces                                    | No                   |

## Compatibilidad
En el siguiente cuadro se dan detalles sobre la disponibilidad de adaptadores para colocar una determinada tarjeta (horizontal) en una determinada ranura o dispositivo (vertical). En este cuadro no se tienen en cuenta las cuestiones de protocolo en la comunicación con el dispositivo.
Se utilizan las siguientes etiquetas:
- + (nativo) - Una ranura es nativa para tal tarjeta.
- D (Compatibilidad Directa) - Una tarjeta puede ser usada en tal ranura directamente, sin ningún tipo de adaptador. La mejor compatibilidad posible.
- M (requiere un adaptador Mecánico) - Dicho adaptador es sólo un recinto físico para encajar una tarjeta del tamaño de otra; todas las clavijas eléctricas son exactamente iguales.
- EM (requiere un adaptador electromecánico) - Dicho adaptador tiene tanto una caja física como un reencaminamiento de pines ya que los terminales son suficientemente diferentes. No existen elementos alimentados en dicho adaptador, por lo que son muy baratos y fáciles de fabricar y pueden ser suministrados como un bono por cada tarjeta de este tipo.
- E (requiere una caja de adaptador electrónico) - Estos adaptadores deben tener componentes - que potencialmente requieran energía externa - que transformen las señales, así como la caja física y el enrutamiento de los pines.
- X (requiere un adaptador externo) - Técnicamente es el mismo que el E, pero dicho adaptador suele constar de dos partes: una pseudotarjeta con un pin de enrutamiento y un tamaño de recinto físico que se ajusta perfectamente a la ranura de destino y una caja de conexión (un lector de tarjetas) que contiene una tarjeta real. Este adaptador es el menos cómodo de usar.
- XM(requiere un adaptador electromecánico externo) - Técnicamente es el mismo que el EM, pero dicho adaptador suele constar de 2 partes: una pseudotarjeta con un pin de enrutamiento y un tamaño de recinto físico que se ajusta perfectamente a la ranura de destino y una caja de conexión (un lector de tarjetas) que contiene una tarjeta real. Este adaptador es el menos cómodo de usar.
- Celda vacía - La tarjeta no se puede usar en esa ranura, no se conoce ningún adaptador. A veces una cadena de adaptadores puede ayudar (por ejemplo, miniSD→CF como miniSD→SD→CF).

| CardSlot              | CF | CF   | CFast | SM | MMC | MMC               | Memory Stick | Memory Stick | Memory Stick | Memory Stick | SDSC | SDSC   | SDSC    | SDHC | SDHC     | SDHC      | SDXC | SDXC      | xD  | xD | xD | XQD |
| CardSlot              | I  | II   |       |    | MMC | RS-MMC, MMCmobile | Std          | PRO          | PRO Duo      | Micro        | SDSC | miniSD | microSD | SDHC | miniSDHC | microSDHC | SDXC | microSDXC | Std | M  | H  |     |
| --------------------- | -- | ---- | ----- | -- | --- | ----------------- | ------------ | ------------ | ------------ | ------------ | ---- | ------ | ------- | ---- | -------- | --------- | ---- | --------- | --- | -- | -- | --- |
| ExpressCard           | E  | E    |       |    | E   |                   | E            | E            | E            |              | E    | E      | E       |      |          |           |      |           | E   | E  | E  | EM  |
| PCI Express Mini Card |    |      |       |    |     |                   |              |              |              |              |      |        |         |      |          |           |      |           |     |    |    | EM  |
| mSATA                 |    |      | XM    |    |     |                   |              |              |              |              |      |        |         |      |          |           |      |           |     |    |    |     |
| PC Card               | EM | EM   |       | E  | E   |                   | E            | E            |              |              | E    |        |         |      |          |           |      |           |     |    |    |     |
| PCMCIA                | EM | EM   |       | E  | E   |                   | E            | E            |              |              | E    |        |         |      |          |           |      |           |     |    |    |     |
| CF I                  | +  | +    |       | E  | E   |                   | E            | E            | E            |              | E    |        |         |      |          |           |      |           | E   | E  | E  |     |
| CF II                 |    | +    |       | E  | E   |                   | E            | E            |              |              | E    |        |         |      |          |           |      |           | E   | E  | E  |     |
| CFast                 |    |      | +     |    |     |                   |              |              |              |              |      |        |         |      |          |           |      |           |     |    |    |     |
| SM                    |    |      |       | +  |     |                   |              |              |              |              |      |        |         |      |          |           |      |           | X   | X  | X  |     |
| xD                    |    |      |       |    |     |                   |              |              |              |              |      |        | E       |      |          |           |      |           | +   | +  | +  |     |
| XQD                   |    |      |       |    |     |                   |              |              |              |              |      |        |         |      |          |           |      |           |     |    |    | +   |
| MMC                   |    |      |       |    | +   | M                 |              |              |              |              | D    |        |         |      |          |           |      |           |     |    |    |     |
| MS                    |    |      |       |    | X   |                   | +            | +            | M            | M            | X    | X      | E       |      |          |           |      |           |     |    |    |     |
| SDSC                  |    |      |       |    | D   | M                 |              |              |              |              | +    | EM     | EM      |      |          |           |      |           |     |    |    |     |
| miniSD                |    |      |       |    |     |                   |              |              |              |              |      | +      | EM      |      |          |           |      |           |     |    |    |     |
| microSD               |    |      |       |    |     |                   |              |              |              |              |      |        | +       |      |          |           |      |           |     |    |    |     |
| SDHC                  |    |      |       |    |     |                   |              |              |              |              | D    | EM     | EM      | +    | EM       | EM        |      |           |     |    |    |     |
| miniSDHC              |    |      |       |    |     |                   |              |              |              |              |      | D      | EM      |      | +        | EM        |      |           |     |    |    |     |
| microSDHC             |    |      |       |    |     |                   |              |              |              |              |      |        | D       |      |          | +         |      |           |     |    |    |     |
| SDXC                  |    | uscb |       |    |     |                   |              |              |              |              | D    | EM     | EM      | D    | EM       | EM        | +    | EM        |     |    |    |     |
| microSDXC             |    |      |       |    |     |                   |              |              |              |              |      |        | D       |      |          | D         |      | +         |     |    |    |     |
| IDE PATA              | EM | EM   |       |    |     |                   |              |              |              |              | E    |        |         |      |          |           |      |           |     |    |    |     |
| Serial ATA            | E  | E    | EM    |    |     |                   |              |              |              |              |      |        |         |      |          |           |      |           |     |    |    |     |
| PCI Express           |    |      |       |    |     |                   |              |              |              |              |      |        |         |      |          |           |      |           |     |    |    | EM  |
| USB                   | X  | X    |       | X  | X   |                   | X            | X            | E            | E            | E    |        | E       |      |          |           |      |           | X   | X  | X  | X   |
| Floppy                |    |      |       | E  | E   | E + M             | E            | E            |              |              |      |        |         |      |          |           |      |           |     |    |    |     |
| Nintendo DS Slot-1    |    |      |       |    |     |                   |              |              |              |              |      |        | E       |      |          |           |      |           |     |    |    |     |
| Nintendo DS Slot-2    |    |      |       |    |     |                   |              |              |              |              | E    | E      | E       |      |          |           |      |           |     |    |    |     |